# تصميم القنبلة الهيدروجينية تيلر-أولام

أساسيات تصميم القنبلة الهيدروجينية تيلر-أولام (Teller–Ulam). يعمل الإشعاع المنبعث عن قنبلة انشطار أولي على ضغط قسم ثانوي يحتوي على كل من الانشطار النووي والوقود الاندماجي النووي. ويتم تسخين القسم الثانوي المنضغط من الداخل بفعل انفجار انشطاري ثانٍ.

تصميم تيلر-أولام (Teller–Ulam) هو تصميم القنبلة الهيدروجينية بمفهومه الذي طورته واستخدمته لأول مرة الولايات المتحدة ويُستخدم منذ ذلك الحين في معظم الأسلحة النووية على مستوى العالم. ويُشار إليه بالعامية باسم "سر القنبلة الهيدروجينية" نظرًا لاستخدام الاندماج النووي الهيدروجيني فيها، على الرغم من أنه في معظم الاستخدامات يأتي الجزء الأكبر من طاقتها التدميرية من الانشطار النووي لليورانيوم، وليس الاندماج النووي الهيدروجيني. وقد سمي بهذا الاسم نسبةً إلى المشاركين الرئيسيين في وضعه إدوارد تيلر (Edward Teller) وستانيسلو أولام (Stanisław Ulam)، اللذين طوراه في عام 1951 للولايات المتحدة الأمريكية، مع مساهمة جون فون نيومان (John von Neumann) في تطوير بعض المفاهيم المحددة. وقد تم استخدامه لأول مرة في الأسلحة النووية الحرارية ذات النطاق التدميري الذي يُقاس بـالميجا طن المتعدد. ونظرًا لأن تصميم القنبلة الهيدروجينية تيلر-أولام هو الأكثر فعالية للأسلحة النووية الصغيرة، فإن جميع الأسلحة النووية تقريبًا التي تطورها الدول الخمسة المالكة للأسلحة النووية بموجب معاهدة الحد من انتشار الأسلحة النووية تستخدمه.
وتتمثل الميزات الأساسية لهذا التصميم، والتي ظلت سرية بشكل رسمي لمدة ثلاثة عقود تقريبًا، في : 1) تقسيم المراحل إلى مرحلة الانفجار "الأولي" التي تطلق شرارة البدء، ومرحلة الانفجار "الثانوي" الأكثر قوة، 2) ضغط الانفجار الثانوي من خلال الأشعة السينية الناتجة عن الانشطار النووي الذي يتم في الانفجار الأولي، وهي العملية التي يطلق عليها اسم الانفجار الداخلي الإشعاعي" لمرحلة الانفجار الثانوي، 3)  تسخين الانفجار الثانوي بعد الانضغاط البارد من خلال انفجار انشطاري ثانٍ داخل الانفجار الثانوي.
آلية الانفجار الداخلي الإشعاعي عبارة عن محرك حراري يستغل الفرق في درجة الحرارة بين قناة الإشعاع الساخنة المحيطة بالانفجار الثاني والجزء الداخلي منه البارد نسبيًا. ويتم الاحتفاظ بهذا الفرق في درجة الحرارة بصورة طفيفة من خلال حاجز حراري هائل يسمى "الدافع" ويعمل كـكابح للانفجار الداخلي، مما يزيد من انضغاط الانفجار الثانوي ويطيل مدته. وإذا كان مصنوعًا من اليورانيوم - وعادةً ما يكون كذلك، فمن الممكن أن يلتقط النيوترونات التي تنتج عن التفاعل الاندماجي ويخضع هو نفسه للانشطار مما يزيد من الناتج الانفجاري الكلي. ويسيطر انشطار الدافع في الكثير من القنابل الهيدروجينية تيلر-أولام على الانفجار وينتج عنه تهاطل في نتاج الانشطار المشع.
وكان أول اختبار لهذا المبدأ هو الاختبار النووي "أيفي مايك" (Ivy Mike) وأجرته الولايات المتحدة الأمريكية في عام 1952. وكانت تُعرف هذه القنبلة في الاتحاد السوفيتي باسم الفكرة الثالثة (Third Idea) لـأندريه ساخاروف (Andrei Sakharov) وتم اختبارها لأول مرة في عام 1955. وطورت كل من المملكة المتحدة والصين وفرنسا قنابل شبيهة، ولكن لم تكن هناك أسماء كودية محددة لهذه القنابل. 

## المعلومات المتاحة للعامة فيما يتعلق بتصميم القنبلة الهيدروجينية

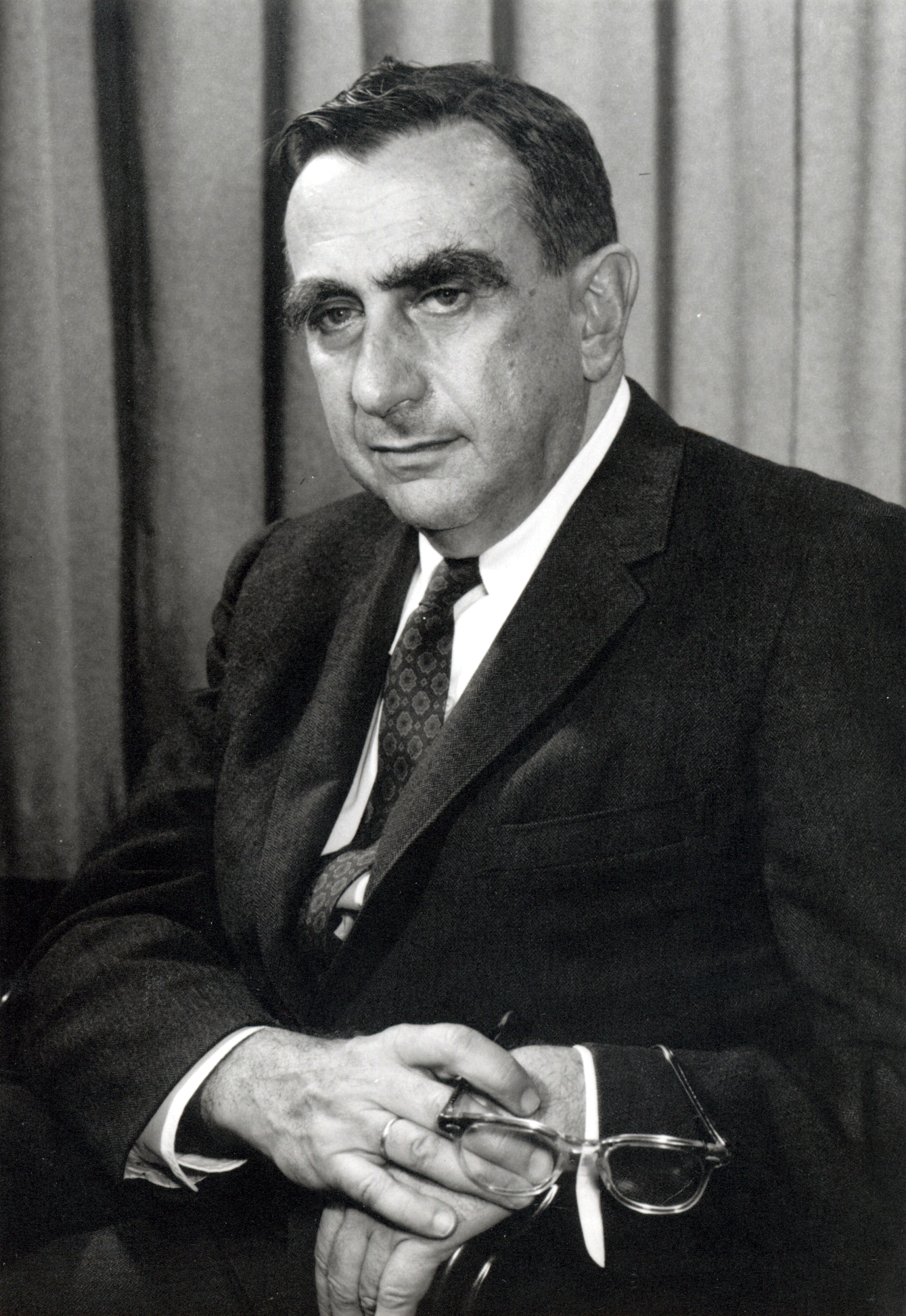
إدوارد تيلر في عام 1958

تعد المعلومات التفصيلية المتعلقة بأسلحة الانشطار النووي والاندماج النووي سرية إلى حد ما في جميع البلدان الصناعية تقريبًا. وفي الولايات المتحدة، تُصنف مثل هذه "المعلومات" بشكل افتراضي كـبيانات مقيدة، حتى وإن كانت موضوعة من قِبل أشخاص ليسوا موظفين حكوميين أو لهم صلة بالبرامج النووية، في مبدأ قانوني يُعرف باسم "سياسة سرية المعلومات" (على الرغم من أن موقف هذا المبدأ من الناحية الدستورية كان موضع شك وتساؤل في بعض الأوقات، راجع قضية الولايات المتحدة الأمريكية ضد مجلة ذا بروغريسف (United States v. The Progressive)). ونادرًا ما يتم التذرع بسياسة سرية المعلومات في حالات التخمينات الخاصة. إن السياسة الرسمية لـوزارة الطاقة الأمريكية هي عدم الاعتراف بتسريب المعلومات المتعلقة بتصميمات الأسلحة النووية، نظرًا لأن الاعتراف بهذا الأمر من المحتمل أن يفيد التصديق على المعلومات باعتبارها معلومات دقيقة. وقد حاولت الولايات المتحدة في عدد قليل من القضايا السابقة أن تقوم بـالرقابة على المعلومات المتعلقة بالأسلحة في الصحف العامة، ولكن لم يصادفها إلا قدر يسير من النجاح.
بالرغم من التصريح رسميًا بنشر كميات كبيرة من البيانات المبهمة، وتسريب كميات أكبر من هذه البيانات بشكل غير رسمي بواسطة مصممين سابقين للقنابل، إلا أن معظم الأوصاف المتاحة للعامة حول تفاصيل تصميم القنبلة الهيدروجينية تعتمد إلى حدٍ ما على التخمين، أو الهندسة العكسية المستمدة من معلومات معروفة، أو المقارنة مع مجالات الفيزياء المشابهة (من الأمثلة الرئيسية على ذلك الاندماج في محفظة القصور الذاتي). وأثمرت مثل هذه العمليات عن كم هائل من المعلومات غير السرية حول القنابل النووية والتي تتسق بصفة عامة مع المعلومات غير السرية المنشورة رسميًا ومجالات الفيزياء ذات الصلة، كما أنه من المعتقد أنها متسقة داخليًا، على الرغم من أن بعض نقاط التفسيرات لا تزال تعتبر مفتوحة للنقاش. وتتشكل حالة المعلومات المتاحة للعامة حول تصميم القنبلة الهيدروجينية تيلر-أولام في معظمها من بعض الوقائع المحددة والموضحة في القسم أدناه.

## المبدأ الأساسي
يتمثل المبدأ الأساسي لتكوين القنبلة الهيدروجينية تيلر-أولام في فكرة أنه من الممكن ربط الأجزاء المختلفة للسلاح النووي الحراري مع بعضها البعض في "مراحل" بحيث يوفر الانفجار الصاعق الذي يحدث في كل مرحلة الطاقة اللازمة لإشعال المرحلة التالية. ويتضمن ذلك على أقل تقدير مرحلة أولية تتكون من قنبلة انشطارية ("مطلقة لشرارة البدء") ومرحلة ثانوية تتكون من الوقود الاندماجي النووي. وتؤدي الطاقة المنبعثة من المرحلة الأولية إلى ضغط المرحلة الثانوية من خلال عملية يطلق عليها اسم "الانفجار الداخلي الإشعاعي" والتي يتم التسخين في أي نقطة فيها وتخضع لـالاندماج النووي. وبفضل التصميم المقسم إلى مراحل، من المعتقد أنه يمكن إضافة مرحلة ثالثة من الوقود الاندماجي النووي أيضًا استنادًا إلى نفس مبدأ المرحلة الثانوية؛ ويُعتقد أن "قنبلة القيصر" (Tsar Bomba) طراز AN602 كانت مكونة من ثلاث مراحل.

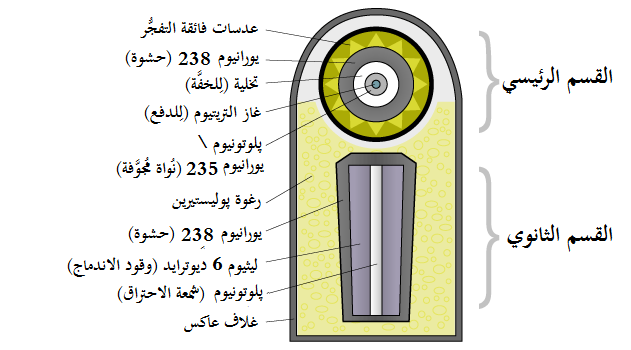
أحد الإصدارات الممكنة لتكوين القنبلة الهيدروجينية تيلر-أولام.

يحيط بالمكونات الأخرى تجويف أو حاوية إشعاع، وهي حاوية تحبس طاقة المرحلة الأولى أو المرحلة الأولية داخلها مؤقتًا. ويعد الجزء الخارجي من حاوية الإشعاع هذه، والذي عادةً ما يكون الحاوية الخارجية للقنبلة، هو الدليل البصري المباشر الوحيد المتاح للعامة في أي تكوين لمكونات القنبلة النووية الحرارية. وقد أزيحت صفة السرية عن العديد من الصور الفوتوغرافية لأجزاء خارجية متنوعة للقنبلة النووية الحرارية.
من المعتقد أن تكون المرحلة الأولية عبارة قنبلة انشطارية قياسية تعمل بـطريقة الانفجار الداخلي، على الرغم أنه من المرجح أن تكون ذات نواة معززة بكميات صغيرة من وقود الاندماج النووي (عادةً ما تكون 50/50% من غاز الديوتيريوم/التريتيوم) لضمان المزيد من الفعالية، حيث يطلق وقود الاندماج النووي نيوترونات مفرطة عند تسخينه وضغطه، مما يُحدث انشطارًا إضافيًا. وبصفة عامة، فإن البرنامج البحثي الذي لديه القدرة على إنشاء قنبلة نووية حرارية يكون بارعًا بالفعل في القدرة على هندسة الانشطار المعزز. وعند الاشتعال، تصبح نواة البلوتونيوم-239 (Pu-239) و/أو اليورانيوم-235 (U-235) مضغوطة إلى جسم كروي أصغر حجمًا بفعل طبقات خاصة من المتفجرات التقليدية شديدة الانفجار والتي يتم ترتيبها حولها في نسق عدسة انفجارية، مما يؤذن ببدء التفاعل التسلسلي النووي الذي يزود "القنبلة الذرية" التقليدية بالطاقة.
أما المرحلة الثانوية فتظهر عادةً في شكل عمود من الوقود الاندماجي النووي ومكونات أخرى ملفوفة في العديد من الطبقات. ويحيط بالعمود أولاً "كابح دافع"، وهو طبقة ثقيلة من اليورانيوم-238 (U-238) أو الرصاص الذي يساعد في ضغط الوقود الاندماجي النووي (وفي حالة اليورانيوم قد يخضع في النهاية لعملية الانشطار نفسها). وداخل هذا الكابح، يوجد الوقود الاندماجي النووي نفسه، وعادةً ما يكون في شكل ديوتريد الليثيوم، والذي يُستخدم لأنه أسهل في تحويله إلى أسلحة من غاز التريتيوم/الديوتيريوم المسال (قارن نجاح تجربة أيفي مايك القائمة على الديوتيريوم المبرد تبريدا عميقا بالنجاح (الفائق) لتجربة كاسيل برافو (Castle Bravo) القائمة على ديوتريد الليثيوم). وعند قصف هذا الوقود الجاف بـالنيوترونات، فإنه ينتج التريتيوم، وهو نظير ثقيل لـالهيدروجين والذي من الممكن أن يخضع لـالاندماج النوويمع الديوتيريوم الموجود في الخليط. (انظر المقال الذي يتناول الاندماج النووي للاطلاع على مناقشة فنية مستفيضة حول التفاعلات الاندماجية.) وتوجد داخل طبقة الوقود "شمعة الاحتراق"، وهي عبارة عن عمود أجوف من مادة قابلة للانشطار (بلوتونيوم-239 أو يورانيوم-238) والذي يمكن عند ضغطه أن يخضع هو نفسه للانشطار النووي (وبسبب شكله، فإنه لا يصل إلى الكتلة الحرجة دون ضغط). وإذا كانت هناك مرحلة ثالثة، فإنها توضع أسفل المرحلة الثانوية وفي الغالب تكون مكونة من نفس المواد.
وتفصل المرحلة الثانوية عن المرحلة الأولية مرحلة بينية. وتصدر عن المرحلة الأولية الانشطارية أربعة أنواع من الطاقة: 1) الغازات الساخنة المتمددة الناتجة عن الشحنات التفجيرية العالية التي تفجر المرحلة الأولية داخليًا؛ و2) البلازما مفرطة التسخين التي كانت في الأصل المادة الانشطارية بالقنبلة والكابح الخاص بها؛ و3) الموجات الكهرومغناطيسية؛ و4) النيوترونات الناتجة عن الانفجار النووي الصاعق بالمرحلة الأولية. أما المرحلة البينية فهي مسؤولة عن تنظيم انتقال الطاقة من المرحلة الأولية إلى المرحلة الثانوية بدقة. فيجب أن توجه الغازات الساخنة والبلازما والموجات الكهرومغناطيسية والنيوترونات نحو مكانها الصحيح في الوقت المناسب. وقد تسببت تصميمات القنابل التي لا تكون المرحلة البينية فيها على المستوى الأمثل في فشل المرحلة الثانوية في الاعتماد في عملها بالكامل على الإطلاقات المتعددة، وهو ما يُعرف باسم "الإخفاق الانشطاري". ويعد تفجير كوون (Koon) ضمن اختبار أوبريشن كاسيل (Operation Castle) مثالاً جيدًا على ذلك، فقد سمح خلل بسيط بالتدفق النيوتروني من المرحلة الأولية لتبدأ في تسخين المرحلة الثانوية قبل أوانها، مما أضعف قوة الضغط بما يكفي لمنع حدوث أي اندماج.
هناك قدر ضئيل للغاية من المعلومات التفصيلية في المنشورات العلنية المتاحة للعامة حول آلية المرحلة البينية. وواحد من أفضل المصادر هو مخطط بياني مبسط لسلاح نووي حراري بريطاني شبيه بالرأس الحربي الأمريكي دبليو76 (W76). وقد أصدرته منظمة السلام الأخضر (Greenpeace) ضمن تقرير يحمل عنوان "التكنولوجيا النووية ثنائية الاستخدام" (Dual Use Nuclear Technology). تظهر المكونات الرئيسية وترتيبها في المخطط البياني، إلا أن التفاصيل غائبة في معظمها؛ فضلاً عن أن التفاصيل المبعثرة التي يتضمنها المخطط من المرجح أن يكون بها حالات حذف و/أو نقاط غير دقيقة بشكل متعمد. وتحمل تلك المكونات أسماء "الغطاء الطرفي والعدسة المركزة للنيوترون" و"الغلاف العاكس"؛ وتقوم العدسة بتوجيه النيوترونات عبر قنوات إلى شمعة الاحتراق المكونة من اليورانيوم-235 (U-235)/البلوتونيوم-239 (Pu-239)، بينما يشير الغلاف العاكس إلى عاكس لـالأشعة السينية عادةً ما يكون عبارة عن أسطوانة مصنوعة من مادة غير منفذة للأشعة السينية مثل اليورانيوم وتكون المرحلتان الأولية والثانوية على طرفيها. وهو لا يعكس مثل المرآة؛ وإنما يتم تسخينه إلى درجة حرارة مرتفعة بفعل تدفق الأشعة السينية المنبعثة من المرحلة الأولية، ثم يقوم ببعث أشعة سينية موزعة بشكل متساوٍ أكثر والتي تنتقل إلى المرحلة الثانوية متسببة فيما يُعرف باسم الانفجار الداخلي الإشعاعي. وفي تجربة أيفي مايك، تم استخدام الذهب كغلاف خارجي بدلاً من اليورانيوم لتعزيز تأثير الجسم الأسود. ويأتي بعد ذلك "العاكس/حامل مدفع النيوترون". يُحكم هذا العاكس إغلاق الفجوة بين العدسة المركزة للنيوترون ( في المنتصف) والحاوية الخارجية بالقرب من المرحلة الأولية. وهو يفصل المرحلة الأولية عن المرحلة الثانوية ويؤدي نفس وظائف العاكس السابق. وهناك حوالي ستة مدافع نيوترون (المعروضة هنا مأخوذة من معامل سانديا القومية (Sandia National Laboratories) كل منها يخترق الحافة الخارجية من العاكس مع وجود طرف في كل مرحلة؛ وجميع هذه المدافع مثبتة بالحامل ومرتبة بشكل متساوٍ نوعًا ما حول محيط الحاوية. وتكون مدافع النيوترون مائلة لكي يكون الطرف الذي تنبعث منه النيوترونات في كل طرف من أطراف المدفع موجهًا نحو المحور المركزي للقنبلة. وتعبر النيوترونات التي تخرج من كل مدفع نيوترون ويتم تركيزها بواسطة العدسة المركزة للنيوترون نحو مركز المرحلة الأولية لكي تعزز الانشطار المبدئي للبلوتونيوم. كما أن "المرشح الاستقطابي متعدد الستيرين/مصدر البلازما" موضح (انظر أدناه).
ولم يتم التصريح بنشر أول وثيقة حكومية أمريكية تتناول بالذكر المرحلة البينية للعامة إلا مؤخرًا للترويج لبدء برنامج الرأس الحربي البديل الموثوق (Reliable Replacement Warhead) في عام 2004. ويتضمن الرسم التوضيحي مقولة تصف المزايا المحتملة للرأس الحربي البديل الموثوق جزء بجزء، وتنص مقولة المرحلة البينية على أن هناك تصميم جديد سيتم فيه استبدال "المادة الهشة السامة" والمادة "الخاصة باهظة التكلفة"... [التي تتطلب] منشأة فريدة" للتعامل معها. وهناك افتراض واسع الانتشار بأن "المادة الهشة السامة" هي البيريليوم الذي يناسب هذا الوصف، كما أنه سيعمل على تهدئة التدفق النيوتروني من المرحلة الأولية. وكذلك قد تُستخدم بعض المواد لامتصاص الأشعة السينية وإعادة بثها بطريقة معينة.
ومن المعتقد أن تكون "المادة الخاصة" هي مادة تسمى "فوج بانك" (FOGBANK) وهو اسم كودي غير سري، على الرغم من أنه غالبًا ما يُشار إليها باسم "الـفوج بانك" (أو " فوج بانك") كما لو كانت أجزاء مجمعة فرعية وليست مادة. ويعد تركيبها سريًا، وإن كان الهلام الغازي (الأيروجيل) من بين المقترحات المحتملة لهذا التركيب. وقد توقف تصنيعها لعدة سنوات، إلا أن برنامج إطالة الحياة تطلب بدء تصنيعها مرة أخرى - ويعد مختبر أوك ردج الوطني (Y-12) هو المنتج الوحيد لها حاليًا (هذه هي "المنشأة الفريدة" المشار إليها). ويتضمن التصنيع مذيبا معتدل السمية ومعتدل القابلية للتطاير يطلق عليه الأسيتونتريل والذي يشكل خطرًا على العاملين (حيث تسبب في ثلاث حالات إجلاء في شهر مارس 2006 وحده).

### ملخص
فيما يلي ملخص مبسط للشرح الوارد أعلاه:
1. يتم تفجير نوع من القنابل الانشطارية داخلية الانفجار. وهذه هي المرحلة الأولية. وإذا تم وضع كمية صغيرة من غاز الديوتيريوم/التريتيوم داخل نواة المرحلة الأولية، فسيتم ضغطها أثناء الانفجار وسيحدث تفاعل اندماجي نووي؛ وستتسبب النيوترونات المنبعثة من هذا التفاعل الاندماجي في حدوث انشطار إضافي في البلوتونيوم-239 أو اليورانيوم-238 المستخدم في المرحلة الأولية. ويطلق على استخدام الوقود الاندماجي النووي لتحسين فعالية التفاعل الانشطاري التعزيز. ومن دون التعزيز، سيظل جزء كبير من المادة الانشطارية غير متفاعل، فقد بلغت درجة فعالية قنابل الولد الصغير (Little Boy) والرجل البدين (Fat Man) نسبة 1.4% و17% على التوالي نظرًا لأنهما لم تكونا معززتين.
2. يتم نقل الطاقة المنبعثة في المرحلة الأولية إلى المرحلة الثانوية (أو الاندماج النووي). إلا أن الآلية الدقيقة التي تجعل هذا يحدث غير معروفة. وتقوم هذه الطاقة بضغط الوقود الاندماجي النووي وشمعة الاحتراق؛ وتصبح شمعة الاحتراق كتلة حرجة وتخضع لتفاعل تسلسلي انشطاري، مما يتسبب في زيادة تسخين الوقود الاندماجي النووي المضغوط إلى درجة حرارة مرتفعة بما يكفي لإحداث الاندماج، وكذلك توفر النيوترونات التي تتفاعل مع الليثيوم لتكوين التريتيوم اللازم للاندماج. وبوجه عام، فإن زيادة الطاقة الحركية للجزيئات الغازية التي تحتوي عليها كتلة محدودة ستؤدي إلى زيادة كل من درجة الحرارة والضغط (انظر قوانين الغازات).
3. قد يُحاط الوقود الاندماجي النووي الخاص بالمرحلة الثانوية بـاليورانيوم المنضب أو اليورانيوم الطبيعي، والذي يكون فيه اليورانيوم-238 (U-238) غير قابل للانشطار ولا يمكنه تحمل تفاعل تسلسلي، إلا أنه يكون قابلا للانشطار عند قصفه بـالنيوترونات عالية الطاقة الصادرة عن الاندماج النووي في المرحلة الثانوية. وتوفر هذه العملية ناتجًا كبيرًا من الطاقة (يساوي نصف إجمالي الناتج في القنابل الكبيرة) إلا أنها لا تعتبر "مرحلة" ثالثة. فالمراحل الثالثة عبارة عن مراحل اندماج نووي إضافية (انظر أدناه)، ولم يتم استخدامها إلا في حالات نادرة، وفي أكثر القنابل التي تم تصنيعها قوة على الإطلاق.

إن الأسلحة النووية الحرارية قد تستعين أو لا تستعين بمرحلة أولية معززة، وتستخدم أنواع مختلفة من الوقود الاندماجي النووي، وقد تطوق الوقود الاندماجي النووي بـالبيريليوم (أو مادة عاكسة للنيوترونات أخرى) بدلاً من اليورانيوم المنضب لمنع حدوث المزيد من الانشطار.

## السر المتبقي: كيفية ضغط المرحلة الثانوية
تتمثل الفكرة الأساسية لتكوين القنبلة الهيدروجينية تيلر-أولام في أن كل "مرحلة" تخضع لانشطار نووي أو اندماج نووي (أو كلاهما) وتصدر طاقة تنتقل معظمها إلى مرحلة أخرى لتطلق شرارة البدء لها. ولقد كانت الكيفية التي يتم بها "انتقال" الطاقة من المرحلة الأولية إلى المرحلة الثانوية محل خلاف في الصحافة العامة، ولكن من المعتقد أنها تنتقل عبر الأشعة السينية المنبعثة من المرحلة الأولية الانشطارية. ومن ثم يتم استخدام هذه الطاقة في ضغط المرحلة الثانوية. وتعد التفاصيل بالغة الأهمية المتعلقة بـالكيفية التي تخلق بها الأشعة السينية الضغط هي النقطة محل الجدل المتبقية في الصحافة غير السرية. وهناك خمس نظريات مقترحة في هذا الشأن:
- ضغط النيوترونات الناتج عن انفجار المرحلة الأولية. وقد كان هذا مفهوم أولام الأول المزعوم ثم تم التخلي عنه بعد أن ثبت عدم قابليته للتنفيذ.
- الموجة الانفجارية الناتجة عن انفجار المرحلة الأولية. وقد كان هذا مفهوم أولام الثاني المزعوم ثم تم التخلي عنه بعد أن ثبت عدم قابليته للتنفيذ.
- ضغط الإشعاع الذي تمارسه الأشعة السينية. كانت هذه أول فكرة ينشرها هاورد مورلاند (Howard Morland) في مقاله في مجلة ذا بروغريسف (The Progressive).
- الأشعة السينية التي تنتج البلازما في حشوة حاوية الإشعاع (رغوة لدائنية متعددة الستيرين أو من مادة "فوج بانك"). كانت هذه الفكرة الثانية التي اقترحها تشاك هانسين (Chuck Hansen) ثم تبناها بعد ذلك هاورد مورلاند.
- إزالة الكابح/الدافع.

### ضغط الإشعاع
إن ضغط الإشعاع الذي تمارسه الكمية الكبيرة من فوتونات الأشعة السينية داخل الحاوية المغلقة قد يكون كافيًا لضغط المرحلة الثانوية. فبالنسبة للقنبلتين النوويتين الحراريتين اللتين تم استيعاب الحجم العام والخصائص الأولية لهما جيدًا؛ وهما القنبلة الاختبارية أيفي مايك والرأس الحربي الحديث المحمل على صاروخ جوال دبليو80 (W-80) والذي يعد شكلاً آخر من التصميم دبليو61 (W-61)، فقد تم حساب ضغط الإشعاع لهما ويبلغ 73 مليون بار (ضغط جوي) (7.3 تيرا باسكال) بالنسبة للقنبلة أيفي مايك و1400 مليون بار (140 تيرا باسكال) بالنسبة للرأس الحربي دبليو80.

### ضغط البلازما الرغوية
إن ضغط البلازما الرغوية هو المفهوم الذي قدمه تشاك هانسين خلال قضية مجلة ذا بروغريسف، استنادًا إلى الأبحاث التي حددت أماكن وثائق غير سرية تسرد أنواعًا من الرغاوي الخاصة باعتبارها مكونات مبطنة داخل حاوية الإشعاع للأسلحة النووية الحرارية.
ويكون تسلسل إطلاق السلاح (الذي يحتوي على الرغوة) على النحو التالي:
1. يتم إطلاق المواد شديدة الانفجار المحيطة بنواة المرحلة الأولية، مما يؤدي إلى ضغط المادة القابلة للانشطار إلى الحالة فوق الحرجة وبدء التفاعل التسلسلي الانشطاري.
2. تبعث المرحلة الأولية الانشطارية أشعة سينية تقوم بـ"العكس" على طول الجزء الداخلي من الحاوية، مما يعرض الرغوة متعددة الستيرين للإشعاع.
3. تخضع الرغوة المتعرضة للإشعاع لـتحول طوري فتصبح بلازما ساخنة تدفع كابح المرحلة الثانوية وتضغطه بإحكام ليبدأ التفاعل الانشطاري في شمعة الاحتراق.
4. نظرًا لتعرض وقود ديوتريد الليثيوم للدفع من الجانبين (من جانب المرحلة الأولية ومن جانب شمعة الاحتراق)، فإنه يتم ضغطه وتسخينه بشدة ليصل إلى درجات حرارة نووية حرارية. كما أن كل ذرة ليثيوم-6 تنقسم إلى ذرة تريتيوم واحدة وجسيم ألفا واحد نتيجة قصفها بالنيوترونات. ثم يبدأ تفاعل اندماجي بين التريتيوم والديوتيريوم يصدر عنه المزيد من النيوترونات وكمية هائلة من الطاقة.
5. يبعث الوقود الذي يخضع للتفاعل الاندماجي بقدر كبير من تدفق النيوترونات الذي يعرض الكابح المكون من اليورانيوم-238 (U-238) (أو حاوية قنبلة اليورانيوم-238 (U-238) للإشعاع، مما يتسبب في إخضاعه لتفاعل انشطاري ليوفر بذلك حوالي نصف إجمالي الطاقة.

وبهذا تكتمل سلسلة الانشطار-الاندماج-الانشطار. وعلى عكس الانشطار، فإن الاندماج "نظيف" نسبيًا - بمعنى أنه يصدر طاقة ولكنه لا يصدر نتاجًا مشعًا ضارًا أو كميات كبيرة من ]التهاطل النووي[[. ولكن التفاعلات الانشطارية، وخاصة التفاعل الانشطاري الأخير منها، تصدر كمية هائلة من نتاج الانشطار والتهاطل. فإذا تم حذف المرحلة الانشطارية الأخيرة، عن طريق استبدال الكابح المصنوع من اليورانيوم بآخر مصنوع من الرصاص على سبيل المثال، فسينخفض إجمالي القوة الانفجارية بمقدار النصف تقريبًا ولكن مقدار التهاطل يكون قليل نسبيًا. والقنبلة النيوترونية هي قنبلة هيدروجينية من دون المرحلة الانشطارية الأخيرة.
1. الرأس الحربي قبل إطلاقه؛ المرحلة الأولية (القنبلة الانشطارية) في الأعلى، والمرحلة الثانوية (الوقود الاندماجي النووي) في الأسفل، وكليهما معلق في رغوة متعددة الستيرين.
2. تنطلق مادة شديدة الانفجار وتشتعل في المرحلة الأولية فتضغط نواة البلوتونيوم لتصل إلى الحالة فوق الحرجة ويبدأ تفاعل انشطاري.
3. تبعث المرحلة الأولية الانشطارية أشعة سينية تتبعثر على طول الجزء الداخلي من الحاوية، مما يعرض الرغوة متعددة الستيرين للإشعاع.
4. الرغوة متعددة الستيرين تصبح بلازما، مما يعمل على ضغط المرحلة الثانوية وتبدأ شمعة احتراق البلوتونيوم في الانشطار.
5. ينتج وقود ديوتريد الليثيوم-6 بعد ضغطه وتسخينه التريتيوم ويبدأ التفاعل الاندماجي. ويتسبب التدفق النيوتروني الناتج في انشطار الكابح المكون من اليورانيوم-238 (U-238). ويبدأ المقذوف في التكون.

تسلسل إطلاق آلية البلازما الرغوية.
- الرأس الحربي قبل إطلاقه؛ المرحلة الأولية (القنبلة الانشطارية) في الأعلى، والمرحلة الثانوية (الوقود الاندماجي النووي) في الأسفل، وكليهما معلق في رغوة متعددة الستيرين.
- تنطلق مادة شديدة الانفجار وتشتعل في المرحلة الأولية فتضغط نواة البلوتونيوم لتصل إلى الحالة فوق الحرجة ويبدأ تفاعل انشطاري.
- تبعث المرحلة الأولية الانشطارية أشعة سينية تتبعثر على طول الجزء الداخلي من الحاوية، مما يعرض الرغوة متعددة الستيرين للإشعاع.
- الرغوة متعددة الستيرين تصبح بلازما، مما يعمل على ضغط المرحلة الثانوية وتبدأ شمعة احتراق البلوتونيوم في الانشطار.
- ينتج وقود ديوتريد الليثيوم-6 بعد ضغطه وتسخينه التريتيوم ويبدأ التفاعل الاندماجي. ويتسبب التدفق النيوتروني الناتج في انشطار الكابح المكون من اليورانيوم-238 (U-238). ويبدأ المقذوف في التكون.

تركز الانتقادات الفنية الحالية الموجهة لفكرة "ضغط البلازما الرغوية" على تحليل غير سري مأخوذ عن مجالات الفيزياء عالية الطاقة المشابهة والتي تشير إلى أن الضغط الناتج عن هذه البلازما ما هو إلا مجرد مضاعف صغير لضغط الفوتون الأساسي داخل حاوية الإشعاع، كما أن مواد الرغوة المعروفة تتسم داخليًا بمستوى شديد الانخفاض من كفاءة امتصاص إشعاع أشعة غاما والأشعة السينية المنبعثة من المرحلة الأولية. ويتم امتصاص معظم الطاقة الناتجة بواسطة إما حوائط حاوية الإشعاع و/أو الكابح المحيط بالمرحلة الثانوية. وأدى تحليل تأثيرات هذه الطاقة الممتصة إلى ظهور الآلية الثالثة: الإزالة.

### إزالة الكابح - الدافع
تتمثل آلية إزالة الكابح - الدافع المقترحة في أن آلية الضغط الأولية للمرحلة الثانوية بالقنبلة النووية الحرارية هي أن الطبقات الخارجية من الكابح - الدافع، أو الحاوية المصنوعة من معدن ثقيل والتي تحيط بالوقود النووي الحراري، يتم تسخينها بشدة بفعل تدفق الأشعة السينية القادم من المرحلة الأولية لدرجة أنها تتم إزالتها فتنفجر نحو الخارج بسرعة عالية تجعل باقي الكابح يرتد نحو الداخل بسرعة هائلة، محطمًا الوقود الاندماجي النووي وشمعة الاحتراق.
1. الرأس الحربي قبل إطلاقه. تمثل الأشكال الكروية المتداخلة في الأعلى المرحلة الأولية الانشطارية، وتمثل الأسطوانات في الأسفل جهاز المرحلة الثانوية الاندماجية.
2. قامت المواد المتفجرة الموجودة بالمرحلة الأولية الانشطارية بتفجير النواة الانشطارية للمرحلة الأولية تفجيرًا صاعقًا وتفتيتها.
3. وصل التفاعل الانشطاري بالمرحلة الأولية إلى حد الاكتمال وتبلغ درجة حرارة المرحلة الأولية الآن بضع ملايين من الدرجات وتشع أشعة غاما وأشعة سينية قوية، مما يؤدي إلى تسخين الجزء الداخلي من التجويف والحائل وكابح المرحلة الثانوية.
4. انتهى تفاعل المرحلة الأولية وقد تمددت. وأصبح سطح الدافع المواجه للمرحلة الثانوية شديد السخونة الآن لدرجة أنه يُزال أو يتمدد بعيدًا دافعًا الجزء المتبقي من المرحلة الثانوية (الكابح والوقود الاندماجي النووي وشمعة الاحتراق القابلة للانشطار) نحو الداخل. وتبدأ شمعة الاحتراق في الانشطار. غير مصور: تُزال أيضًا حاوية الإشعاع وتتمدد نحو الخارج (تم حذف هذا لضمان وضوح المخطط البياني).
5. بدأ وقود المرحلة الثانوية في التفاعل الاندماجي وسيحترق بعد فترة قصيرة. ويبدأ المقذوف في التكون.

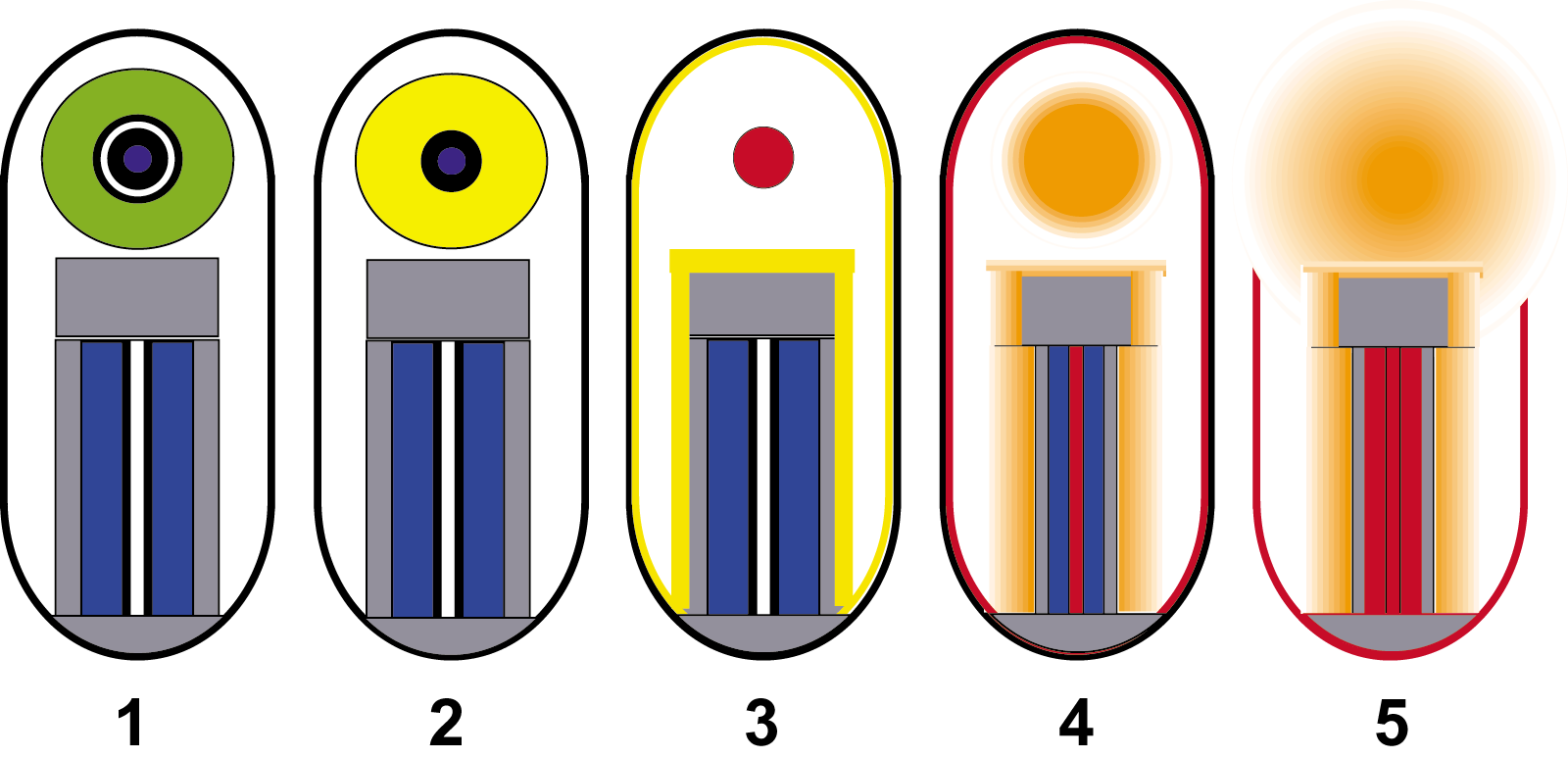
تسلسل إطلاق آلية الإزالة.
- الرأس الحربي قبل إطلاقه. تمثل الأشكال الكروية المتداخلة في الأعلى المرحلة الأولية الانشطارية، وتمثل الأسطوانات في الأسفل جهاز المرحلة الثانوية الاندماجية. - قامت المواد المتفجرة الموجودة بالمرحلة الأولية الانشطارية بتفجير النواة الانشطارية للمرحلة الأولية تفجيرًا صاعقًا وتفتيتها. - وصل التفاعل الانشطاري بالمرحلة الأولية إلى حد الاكتمال وتبلغ درجة حرارة المرحلة الأولية الآن بضع ملايين من الدرجات وتشع أشعة غاما وأشعة سينية قوية، مما يؤدي إلى تسخين الجزء الداخلي من التجويف والحائل وكابح المرحلة الثانوية. - انتهى تفاعل المرحلة الأولية وقد تمددت. وأصبح سطح الدافع المواجه للمرحلة الثانوية شديد السخونة الآن لدرجة أنه يُزال أو يتمدد بعيدًا دافعًا الجزء المتبقي من المرحلة الثانوية (الكابح والوقود الاندماجي النووي وشمعة الاحتراق القابلة للانشطار) نحو الداخل. وتبدأ شمعة الاحتراق في الانشطار. غير مصور: تُزال أيضًا حاوية الإشعاع وتتمدد نحو الخارج (تم حذف هذا لضمان وضوح المخطط البياني). - بدأ وقود المرحلة الثانوية في التفاعل الاندماجي وسيحترق بعد فترة قصيرة. ويبدأ المقذوف في التكون.

إن الحسابات التقريبية للتأثير الأساسي للإزالة بسيطة نسبيًا: تتوزع الطاقة التي تخرج من المرحلة الأولية بشكل متساوٍ على جميع الأسطح داخل حاوية الإشعاع الخارجية، مع وصول المكونات إلى توازن حراري، ومن ثم يتم تحليل تأثيرات هذه الطاقة الحرارية. وتتجمع الطاقة في معظمها داخل عمق ضوئي واحد من الأشعة السينية للسطح الخارجي للكابح/الدافع، ثم يمكن حساب درجة حرارة هذه الطبقة عندئذ. ويتم حساب سرعة تمدد السطح نحو الخارج بعد ذلك، ومن توازن زخم الحركة النيوتوني الأساسي، يتم حساب سرعة انفجار الجزء المتبقي من الكابح نحو الداخل.
إن تطبيق الشكل الأكثر تفصيلاً لهذه الحسابات على قنبلة أيفي مايك يكون ناتجه سرعة تمدد لغاز الدافع المتبخر تبلغ 290 كيلومترًا في الثانية وسرعة انفجار داخلي تبلغ حوالي 400 كيلومتر في الثانية إذا كانت نسبة 3/4 من إجمالي كتلة الكابح/الدافع قد أزيلت، ويعد هذا القسم الأكثر توفيرًا لاستهلاك الطاقة. بالنسبة للرأس الحربي دبليو80 تبلغ سرعة تمدد الغاز 410 كيلومترات في الثانية تقريبًا وتبلغ سرعة الانفجار الداخلي 570 كيلومترًا في الثانية. ويبلغ حساب الضغط الناتج عن مادة الإزالة 5.3 مليار بار (530تيرا باسكال) في قنبلة أيفي مايك و64 مليار بار (6.4 بيتا باسكال) في الرأس الحربي دبليو 80.

### مقارنة بين آليات الانفجار الداخلي
من خلال المقارنة بين الآليات الثلاثة المقترحة، يمكن التوصل لما يلي:
| الآلية       | الضغط (تيرا باسكال) | الضغط (تيرا باسكال) |
| الآلية       | أيفي مايك           | دبليو80             |
| ------------ | ------------------- | ------------------- |
| ضغط الإشعاع  | 7.3                 | 140                 |
| ضغط البلازما | 35                  | 750                 |
| ضغط الإزالة  | 530                 | 6400                |

ضغط الإزالة المحسوب أكبر من القيمة العظمى لضغط البلازما المقترح بمقدار قيمة أسية واحدة وأكبر من ضغط الإشعاع المحسوب بمقدار قيمتين أسيتين تقريبًا. ولا توجد أية آلية مقترحة لتجنب امتصاص حائط حاوية الإشعاع وكابح المرحلة الثانوية للطاقة، مما يجعل الإزالة أمرًا حتميًا لا يمكن تجنبه. ويبدو أن الآليات الأخرى غير ضرورية.
وتشير التقارير الرسمية غير السرية الصادرة عن وزارة دفاع الولايات المتحدة إلى استخدام، أو احتمالية استخدام، مواد لدائنية رغوية في بطانات حاوية الإشعاع، وعلى الرغم من ضغط البلازما المباشر المنخفض، إلا أن هذه المواد قد تفيد في تأخير الإزالة إلى أن يتم توزيع الطاقة بالتساوي ويصل جزء كافٍ منها إلى كابح/دافع المرحلة الثانوية.
ويرد بكتاب الشمس المعتمة (Dark Sun) للكاتب ريتشارد رودز (Richard Rhodes) أن طبقة من الرغوة اللدائنية سُمكها 1-بوصة-thick (25 مـم) كانت مثبتة باستخدام مسامير نحاسية في البطانة الداخلية المصنوعة من الرصاص لحاوية قنبلة أيفي مايك المصنوعة من الصلب. ويستشهد رودز بتصريحات العديد من مصممي هذه القنبلة التي تشرح أن الغرض من طبقة الرغوة اللدائنية الموجودة داخل الحاوية الخارجية هو تأخير عملية الإزالة ومن ثم ارتداد الحاوية الخارجية: فإذا لم تكن الرغوة موجودة، فكانت ستتم إزالة المعدن من داخل الحاوية الخارجية بقوة اندفاع كبيرة، مما يتسبب في ارتداد الحاوية نحو الخارج بسرعة. إن الغرض من الحاوية هو احتواء الانفجار لأطول فترة ممكنة، مما يسمح بأكبر قدر ممكن من إزالة السطح المعدني للمرحلة الثانوية بالأشعة السينية حتى تنضغط المرحلة الثانوية بكفاءة لزيادة النتاج الاندماجي إلى الحد الأقصى. تتميز الرغوة اللدائنية بكثافة منخفضة، وبالتالي فإنها تتسبب عند إزالتها في اندفاع أقل من المعدن.

## أشكال التصميم
تم اقتراح عدد من الأشكال الممكنة لتصميم القنبلة، ومنها:
- من المقترح أن يكون إما الكابح أو الحاوية مصنوعة من اليورانيوم-238 (اليورانيوم عالي التخصيب) في الغلاف الانشطاري الأخير. كما أن اليورانيوم-235 الأكثر تكلفةً قابل للانشطار أيضًا بنيوترونات سريعة مثل اليورانيوم-238 القياسي، إلا أن فعاليته الانشطارية أعلى من اليورانيوم الطبيعي والذي يتكون بالكامل تقريبًا من اليورانيوم-238. ومن ثم فمن المتوقع أن يؤدي استخدام غلاف انشطاري أخير من اليورانيوم-235 إلى زيادة نتاج قنبلة تيلر-أولام عن أية قنبلة ذات غلاف من اليورانيوم-238 (اليورانيوم المنضب) أو اليورانيوم الطبيعي.
- توجد بنى داخلية إضافية في بعض الأوصاف لحماية المرحلة الثانوية من استقبال كميات مفرطة من النيوترونات من المرحلة الأولية.
- قد يكون الجزء الداخلي من الحاوية، أو لا يكون، مصممًا لـ"عكس" الأشعة السينية. وتختلف عملية "عكس" الأشعة السينية عن عملية عكس الضوء عبر المرآة، حيث يتم تسخين المادة العاكسة بفعل الأشعة السينية، مما يجعل المادة نفسها تبعث أشعة سينية تنتقل بعد ذلك إلى المرحلة الثانوية.

هناك شكلان يتميزان بالخصوصية وسيتم تناولهما بالمناقشة في قسم تالٍ: القنبلة القائمة على الديوتيريوم المسال المبرد تبريدًا عميقًا والمستخدمة في تجربة أيفي مايك، والتصميم المفترض للرأس الحربي النووي دبليو88 (W88) - وهو إصدار مصغر من تكوين القنبلة الهيدروجينية تيلر-أولام على شكل صاروخ ذي حامل راجع متعدد الرؤوس مستقل الاستهداف (MIRV) مزود بمرحلة أولية متطاولة (بيضاوية أو كروية الشكل) ومرحلة ثانوية بيضاوية الشكل.
يبدو أن معظم القنابل لا تشتمل على "مرحلة" ثالثة - أي مرحلة (مراحل) ضغط ثالثة والتي تكون مراحل اندماجية إضافية تنضغط بواسطة مرحلة اندماجية سابقة (لا يعد انشطار الطبقة الأخيرة من اليورانيوم، الذي يوفر حوالي نصف النتاج في القنابل الكبيرة، "مرحلة" بهذا المصطلح).
وقد اختبرت الولايات المتحدة قنابل مكونة من ثلاث مراحل في العديد من التفجيرات (انظر أوبريشن ريد ويند (Operation Redwing))، ولكن من المعتقد أن تكون قد استخدمت ميدانيًا نموذجًا واحدًا فقط مكونًا من ثلاث مراحل، أي قنبلة تتكون من مرحلة انشطارية تعقبها مرحلة اندماجية تؤدي في النهاية إلى ضغط مرحلة أخرى اندماجية. وكان هذا التصميم الأمريكي هو القنبلة النووية بي41 (B41 nuclear bomb) الثقيلة شديدة الفعالية (أي نتاج السلاح النووي لكل وحدة من وزن القنبلة) والتي تبلغ قوتها 25 ميجا طن. أما بالنسبة لـالاتحاد السوفيتي فمن المعتقد أن يكون قد استخدم مراحل متعددة (تتضمن أكثر من سلسلة من المراحل الاندماجية الثالثة) في قنبلة القيصر (Tsar Bomba) التي تبلغ قوتها 50 ميجا طن (100 ميجا طن في الاستخدام المزمع) (ولكن كما هو الحال مع القنابل الأخرى، كان من الممكن استبدال الغلاف القابل للانشطار بالرصاص في هذه القنبلة، وقد تم بالفعل استبداله في هذه القنبلة للتوضيح). وفي حالة تصنيع أية قنابل هيدروجينية من تكوينات خلاف تلك التي تستند إلى تصميم القنبلة الهيدروجينية تيلر-أولام، لم تكن حقيقتها معروفة للعامة. (أحد الاستثناءات المحتملة لذلك هو تصميم السوفيتي الأولي للقنبلة سلويكا (Sloika)).
يعتمد تكوين تصميم القنبلة الهيدروجينية تيلر-أولام في جوهره على وقوع حالتين على الأقل من الانفجار الداخلي: أولاً، تقوم المواد المتفجرة (الكيميائية) التقليدية في المرحلة الأولية بضغط النواة القابلة للانشطار، مما يتسبب في انفجار انشطاري أقوى عدة مرات من الانفجار الذي تحققه المواد المتفجرة الكيميائية وحدها (المرحلة الأولى). ثانيًا، يتم استخدام الإشعاع المنبعث من الانشطار في المرحلة الأولية في ضغط المرحلة الثانوية الاندماجية وإشعالها، مما يتسبب في انفجار اندماجي أقوى عدة مرات من الانفجار الانشطاري وحده. ويمكن أن تستمر سلسلة الضغط هذه لعدد اختياري من المراحل الانشطارية الثالثة. وأخيرًا، تنتهي القنابل الفعالة (ولكن ليست القنابل التي يطلق عليها القنابل النيوترونية) بانشطار الكابح الأخير المصنوع من اليورانيوم الطبيعي، وهو ما لا يمكن تحقيقه في العادة دون التدفق النيوتروني الذي توفره التفاعلات الاندماجية في المراحل الثانوية أو الثالثة. ويمكن التوسع في تصميمات القنابل هذه لتصل إلى أي قدر اختياري من القوة (مع إضافة أي عدد مطلوب من المراحل الاندماجية)، ومن الممكن أن تصل إلى مستوى "قنبلة الهلاك (يوم القيامة)" (doomsday device). إلا أن مثل هذه القنابل لا تزيد قوتها في العادة عن اثني عشر ميجا طن، والتي تعتبر بوجه عام كافية لتدمير أصعب الأهداف العملية وأكثرها تحصينًا (على سبيل المثال، منشأة تحكم مثل مركز عمليات جبل شايان (Cheyenne Mountain). وحتى هذه القنابل الكبيرة قد تم استبدالها بقنابل نووية خارقة للمخابئ المحصنة (bunker buster) ذات نتاج أصغر، انظر أيضًا القنبلة النووية الخارقة للمخابئ المحصنة.
كما تناولنا بالمناقشة أعلاه، بالنسبة لتدمير المدن والأهداف غير المحصنة، فإن تقسيم كتلة حمولة صاروخ واحد إلى قنابل أصغر ذات حامل راجع متعددة الرؤوس مستقلة الاستهداف (MIRV)، لنشر طاقة الانفجارات في منطقة "دائرية" على شكل فطيرة، يعد أكثر فعالية من حيث حجم تدمير المنطقة لكل وحدة من طاقة القنبلة. وينطبق ذلك أيضًا على القنابل الفردية التي يحملها صاروخ جوال أو أي نظام آخر مثل قاذفة القنابل، مما أدى إلى أن يكون نتاج معظم الرؤوس الحربية المستخدمة في العمليات في برنامج الولايات المتحدة أقل من 500 كيلو طن.

## معلومات تاريخية

### التطويرات الأمريكية
كان إنريكو فيرمي (Enrico Fermi) هو أول من اقترح على زميله إدوارد تيلر فكرة قنبلة نووية حرارية اندماجية يتم إشعالها بواسطة قنبلة انشطارية أصغر حجمًا في عام 1941 في بداية ما أصبح بعد ذلك مشروع مانهاتن. وقضى تيلر معظم فترة مشروع مانهاتن في محاولة التوصل إلى الكيفية التي يمكن بها تفعيل هذا التصميم، مهملاً العمل الموكل إليه في برنامج القنبلة الانشطارية بمشروع مانهاتن إلى حدٍ ما. كما أن توجهه الحاد وأسلوبه الشبيه بأسلوب محامي الشيطان في المناقشات دفع روبرت أوبنهايمر (Robert Oppenheimer) إلى إبعاده هو والفيزيائيين الآخرين من "مثيري المشكلات" ونقلهم إلى البرنامج الكبير ليفسحوا له الطريق.

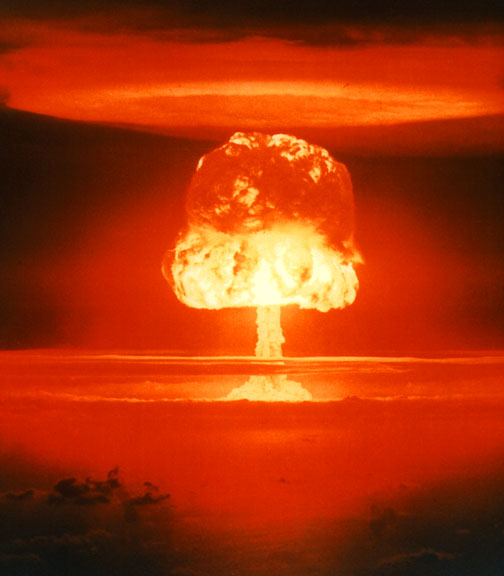
الاختبار النووي الحراري أوبريشن كاسيل، تفجير كاسيل روميو (Castle Romeo).

حقق ستانيسلو أولام، زميل تيلر، أولى القفزات المفاهيمية الرئيسية نحو التوصل إلى تصميم قنبلة اندماجية قابل للتنفيذ. أما ابتكارا أولام اللذان أدخلا القنبلة الاندماجية إلى حيز التنفيذ العملي فهما: فكرة إن ضغط الوقود النووي الحراري قبل تسخينه تسخينًا شديدًا كان يمثل مسارًا عمليًا نحو توفير الظروف اللازمة للاندماج، وفكرة التقسيم إلى مراحل أو وضع مكون نووي حراري منفصل خارج المرحلة الأولية الانشطارية واستخدام المرحلة الأولية بشكل ما في ضغط المرحلة الثانوي. ثم أدرك تيلر بعد ذلك أن أشعة غاما والأشعة السينية الناتجة عن المرحلة الأولية يمكنها نقل الطاقة الكافية إلى المرحلة الثانوية لإحداث انفجار داخلي واحتراق اندماجي بنجاح، إذا تم تغليف جميع الأجزاء المكونة بـتجويف أو حاوية إشعاع. وفيما بعد، دخل تيلر ومؤيدوه ومعارضوه في جدل حول مدى مساهمة أولام في وضع النظريات المؤسسة لهذه الآلية. وبالفعل، وقبل وفاته بفترة قصيرة، وفي جهده الأخير لإنكار فضل مساهمات أولام، زعم تيلر أن أحد "طلاب الدراسات العليا" لديه هو الذي اقترح الآلية.
ومن خلال تفجير القنبلة "جورج" (George) ضمن سلسلة اختبارات أوبريشن جرين هاوس (Operation Greenhouse) في عام 1951 تم اختبار المفهوم الأساسي لأول مرة على نطاق محدود للغاية، مما زاد التوقعات بالتيقن على المدى القريب من نجاح تطبيق المفهوم.
في 1 نوفمبر 1952، تم اختبار تكوين القنبلة الهيدروجينية تيلر-أولام بشكل كامل في تفجير "أيفي مايك" في جزيرة إنيويتوك (Enewetak Atoll) بنتاج بلغ 10.4 ميجا طن (أي أقوى من القنبلة التي ألقيت على نجازاكي خلال الحرب العالمية الثانية بأكثر من 450 مرة). وهذه القنبلة التي سميت باسم النقانق قد استخدمت قنبلة انشطارية كبيرة جدًا كـ "محفز مطلق لشرارة البدء"، واستخدمت الديوتيريوم السائل - الذي احتفظ بحالته السائلة من خلال جهاز تبريد عميق يبلغ وزنه 20 طنا أمريكيا (18 طنا متريا) - كوقود اندماجي لها، وبلغ وزنها الإجمالي 80 طنًا أمريكيًا (70 طنًا متريًا) تقريبًا.
إلا أن وقود الديوتيريوم السائل الخاص بأيفي مايك لم يكن عمليًا بالنسبة لسلاح سيتم نشره، فكان التطوير التالي لذلك هو استخدام الوقود الاندماجي الصلب ديوتريد الليثيوم بدلاً منه. وفي عام 1954، تم اختباره في تفجير "كاسيل برافو" (وأطلق على هذه القنبلة اسم كودي وهو الروبيان) وبلغ نتاجها 15 ميجا طن (أي أكبر من المتوقع بمقدار مرتين ونصف) وتعد أكبر قنبلة أمريكية تم اختبارها على الإطلاق.
وسرعان ما تحولت الجهود المبذولة في الولايات المتحدة نحو تطوير قنابل هيدروجينية مصغرة بتصميم تيلر-أولام والتي يمكن أن تتلاءم بسهولة مع الصواريخ الباليستية عابرة القارات والصواريخ الباليستية المطلقة من الغواصات. وبحلول عام 1960، ومع نشر الرأس الحربي دبليو47 (W47) على غواصات الصواريخ البالستية بولاريس (Polaris)، أصبحت الرؤوس الحربية التي تقدر قوتها التفجيرية بالميجا طن صغيرة الحجم ليبلغ قطرها 18 بوصة (0.5 م) ويبلغ وزنها 720 رطلاً (320 كجم). وفي وقت لاحق ومن خلال الاختبارات الحية، تم اكتشاف أن الرأس الحربي بولاريس لم يعمل بشكل موثوق ويجب إعادة تصميمه. وتم تحقيق المزيد من الابتكارات فيما يتعلق بالرؤوس الحربية المصغرة بحلول منتصف السبعينيات من القرن العشرين، عندما تم ابتكار إصدارات من تصميم القنبلة الهيدروجينية تيلر-أولام من الممكن تزويدها بعشر رؤوس حربية أو أكثر في نهاية صاروخ ذي حامل راجع متعدد الرؤوس مستقل الاستهداف (MIRV) صغير الحجم (انظر القسم الذي يناقش الرأس الحربي دبليو88 أدناه).

### التطويرات السوفييتية
إن أول تصميم لقنبلة اندماجية سوفيتية والذي طوره أندريه ساخاروف وفيتالي غينزبورغ (Vitaly Ginzburg) في عام 1949 (قبل أن يكون للسوفييت قنبلة انشطارية عاملة) سُميّ سلويكا على اسم كعكة متعددة الطبقات روسية، ولم يكن لهذه القنبلة نفس تكوين القنبلة الهيدروجينية تيلر-أولام. وقد استخدمت هذه القنبلة طبقات متعاقبة من المواد القابلة للانشطار والوقود الاندماجي ديوتريد الليثيوم المثبت باستخدام التريتيوم (وأطلق عليها فيما بعد اسم "الفكرة الأولى" لساخاروف (Sakharov's First Idea)). وعلى الرغم من أنه كان من الممكن إتمام الاندماج النووي من الناحية الفنية، إلا أن تصميم هذه القنبلة لم يتميز بخاصية التوسعة التي تتسم بها القنابل المكونة من "مراحل". ومن ثم، لم يتمكن هذا التصميم من إنتاج أسلحة نووية حرارية يمكن أن يصبح نتاجها الانفجاري كبيرًا بشكل اختياري (على عكس تصميمات القنابل الأمريكية في ذلك الوقت). فالطبقة الاندماجية الملفوفة حول النواة الانشطارية يمكنها فقط مضاعفة الطاقة الانشطارية بصورة معتدلة (في حين تستطيع تصميمات القنبلة الهيدروجينية تيلر-أولام المعاصرة مضاعفة الطاقة بمقدار 30 ضعفًا). علاوة على ذلك، كان يلزم تفجير المرحلة الاندماجية بالكامل داخليًا بواسطة المواد المتفجرة التقليدية، إلى جانب النواة الانشطارية، مما يضاعف حجم المواد الكيميائية المتفجرة المطلوبة بصورة كبيرة.
وقد تم تفجير أول قنبلة اختبارية لتصميم سلويكا وهي آر دي إس-6 إس (RDS-6s) تفجيرًا صاعقًا في عام 1953 بنتاج يعادل 400 كيلوطن من مادة تي إن تي (نسبة 15%-20% من الاندماج).
وقد أثبتت محاولات استخدام تصميم سلويكا في تحقيق نتائج تصل قوتها التدميرية إلى نطاق الميجا طن عدم إمكانية تطبيق ذلك. وبعد أن اختبرت الولايات المتحدة القنبلة "أيفي مايك" في نوفمبر 1952، والتي أثبتت إمكانية تصنيع قنبلة متعددة الميجا طن، بحث السوفييت عن تصميم إضافي. وكانت "الفكرة الثانية" (Second Idea)، كما أشار إليها ساخاروف في مذكراته، عبارة عن اقتراح سابق تقدم به غينزبورغ في نوفمبر عام 1948 لاستخدام ديوتريد الليثيوم في القنبلة، والذي سينتج أثناء قصفه بالنيوترونات التريتيوم والديوتيريوم الحر. وفي أواخر عام 1953، حقق عالم الفيزياء فيكتور دافيدينكو (Viktor Davidenko) أول إنجاز كبير وهو الإبقاء على الأجزاء الأولية والثانوية من القنبلة في قطعتين منفصلتين (أي التقسيم إلى "مراحل"). أما الإنجاز الكبير التالي فقد تم اكتشافه وتطويره على يد ساخاروف وياكوف زيلدوفيتش (Yakov Zel'dovich) وهو استخدام الأشعة السينية المنبعثة من القنبلة الانشطارية في ضغط المرحلة الثانوية قبل الاندماج ("الانفجار الداخلي الإشعاعي") في أوائل عام 1954. وبعد أن أصبح تصميم القنبلة الهيدروجينية تيلر-أولام معروفًا في الاتحاد السوفيتي، تم اختبار "الفكرة الثالثة" لساخاروف في التفجير "آر دي إس-37" (RDS-37) في نوفمبر عام 1955 وبلغ نتاجها 1.6 ميجا طن.
وبرهن السوفييت على قوة مفهوم "المراحل" في أكتوبر عام 1961 عندما قاموا بتفجير قنبلة القيصر الثقيلة الهائلة، وهي قنبلة هيدروجينية تبلغ قوتها 50 ميجا طن واستمدت 97% من طاقتها تقريبًا من الاندماج. لقد كانت هذه القنبلة أكبر سلاح نووي يتم تطويره واختباره على مستوى جميع بلدان العالم.

### التطويرات البريطانية

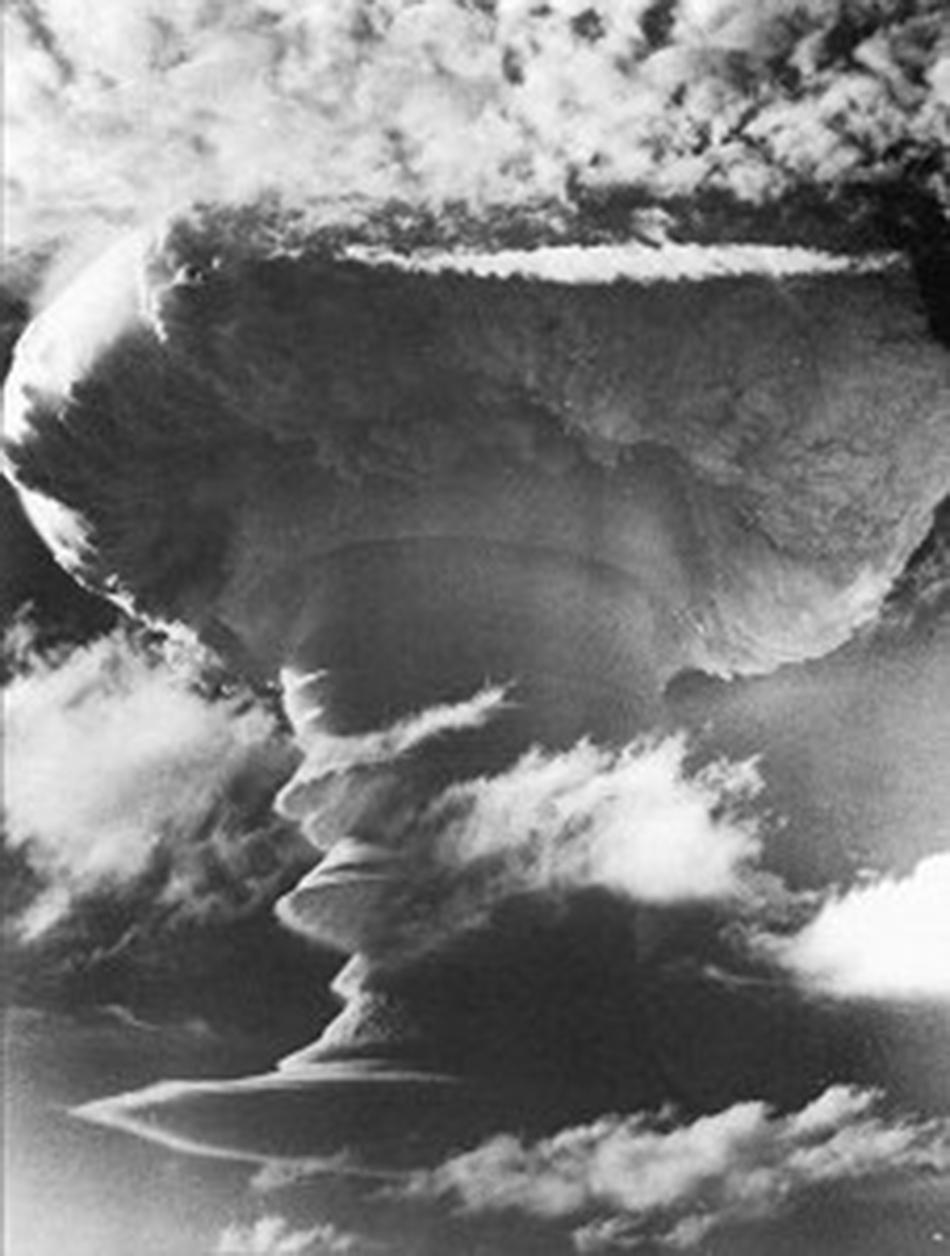
اختبار أوبريشن غرابيل (Operation Grapple) في جزيرة الكريسماس كان أول اختبار لقنبلة هيدروجينية بريطانية.

في عام 1954، بدأ العمل في ألدرماستون لتطوير القنبلة الاندماجية البريطانية، وتولى مسؤولية إدارة المشروع السير ويليام بيني (Sir William Penney). وكانت المعرفة البريطانية بكيفية تصنيع قنبلة نووية حرارية اندماجية بدائية، وكانت الولايات المتحدة لا تتبادل أية معرفة نووية مع البلدان الأخرى في ذلك الوقت بسبب قانون الطاقة الذرية لعام 1946. إلا أنه كان مسموحًا للبريطانيين بمراقبة اختبارات كاسيل (Castle tests) واستخدام طائرات لأخذ العينات في سحابة عيش الغراب، مما أمدهم بدليل واضح ومباشر على حدوث الضغط الناتج عن الانفجار الداخلي الإشعاعي في المراحل الثانوية.
ونظرًا لهذه الصعوبات، وافق رئيس الوزراء البريطاني أنطوني إيدن (Anthony Eden) في عام 1955 على خطة سرية والتي بموجبها إذا فشل علماء ألدرماستون في تطوير قنبلة اندماجية، أو تأخروا في ذلك تأخيرًا كبيرًا، فسيتم استبدالها بقنبلة انشطارية كبيرة جدًا.
في عام 1957، تم تنفيذ اختبارات أوبريشن غرابيل (Operation Grapple). وكان الاختبار الأول جرين جرانيت (Green Granite) عبارة عن النموذج الأولي لقنبلة اندماجية، ولكنه فشل في إخراج نتاج مكافئ مقارنةً بالقنابل التي صنعها الأمريكيون والسوفييت، فقد حقق قوة تفجيرية تبلغ حوالي 300 كيلو طن فقط. أما الاختبار الثاني هيرالد أورانج (Orange Herald) فكان عبارة عن القنبلة الانشطارية المعدلة وأنتجت 700 كيلو طن - ليكون انفجارها هو أكبر انفجار انشطاري في التاريخ. وقد اعتقد الجميع في ذلك الوقت (بما في ذلك طيارو الطائرة التي ألقت القنبلة) أنها كانت قنبلة اندماجية. وقد دخلت هذه القنبلة إلى الخدمة في عام 1958. وتم استخدام نموذج أولي ثانٍ لقنبلة اندماجية وهو بيربل جرانيت (Purple Granite) في اختبار ثالث، إلا أنها لم تنتج إلا حوالي 150 كيلو طن فقط.
تم وضع جدول زمني لمجموعة ثانية من الاختبارات لتُستأنف الاختبارات في سبتمبر 1957. وكان الاختبار الأول قائمًا على "... تصميم جديد أكثر بساطة. قنبلة نووية حرارية مكونة من مرحلتين تحتوي على محفز مطلق لشرارة البدء أكثر قوة". وتم تفجير هذه القنبلة الاختبارية غرابيل إكس راوند سي (Grapple X Round C) في 8 نوفمبر وبلغ نتاجها 1.8 ميجا طن تقريبًا. وفي 28 إبريل 1958، تم إلقاء قنبلة بلغ نتاجها 3 ميجا طن - ويعد هذا أقوى اختبار أجرته بريطانيا. وأُجري اختباران تفجيريان أخيران في الهواء في يومي 2 سبتمبر و11 سبتمبر عام 1958، وتم إلقاء قنبلتين أصغر حجمًا خلالهما بلغ نتاج كل منهما حوالي 1 ميجا طن.
وتم توجيه الدعوة لمراقبين أمريكيين لحضور مثل هذه الأنواع من الاختبارات. وبعد نجاح البريطانيين في تفجير قنبلة ذات نطاق تفجيري يصل إلى الميجا طن تفجيرًا صاعقًا (وبالتالي إثبات فهمهم العملي لـ"سر" تصميم القنبلة الهيدروجينية تيلر-أولام)، وافقت الولايات المتحدة على تبادل بعض تصميمات القنابل النووية التي وضعتها مع المملكة المتحدة، مما أدى إلى عقد اتفاقية الدفاع المشترك بين الولايات المتحدة والمملكة المتحدة عام 1958. وبدلاً من مواصلة العمل على تصميمهم الخاص، حصل البريطانيون على حق الوصول والاطلاع على التصميم الأمريكي الأصغر لـالرأس الحربي إم كيه 28 (Mk 28 warhead) وتمكنوا من تصنيع نُسخ منه.

### التطويرات الصينية
قامت جمهورية الصين الشعبية بتفجير أول قنبلة هيدروجينية لها تفجيرًا صاعقًا باستخدام تصميم يو–دينج (Yu-Deng) في 17 يونيو 1967 وهي ("الاختبار رقم 6") (Test No. 6) بعد 32 شهرًا فقط من تفجير قنبلتها الانشطارية الأولى (أقصر قنبلة انشطار-إلى-اندماج مطورة في التاريخ) بنتاج بلغ 3.31 ميجا طن.
ويختلف تصميم يو-دينج عن تصميم القنبلة الهيدروجينية تيلر-أولام. فهو لا يستخدم عاكسًا للأشعة السينية، وإنما يستخدم عدسة انكسارية لتحقيق تأثير مشابه.[بحاجة لمصدر]

### التطويرات الفرنسية
غير معروف إلا قدر ضئيل من المعلومات عن التطويرات الفرنسية لتصميم القنبلة الهيدروجينية تيلر-أولام فيما هو أبعد من حقيقة أن الفرنسيين قد فجروا قنبلة تبلغ قوتها 2.6 ميجا طن تفجيرًا صاعقًا في اختبار "كانوباس" في أغسطس عام 1968.

### البلدان الأخرى

#### إسرائيل
يُزعم أن إسرائيل تمتلك قنابل نووية حرارية بتصميم القنبلة الهيدروجينية تيلر-أولام، ولكن لم يُعرف عنها أنها قد اختبرت أية قنابل نووية.[بحاجة لمصدر]

#### الهند
أُجري أول اختبار نووي هندي في 18 مايو عام 1974، وقد أثار دهشة العالم في بادئ الأمر. ولم يكن الاختبار الأول الذي حمل الاسم الكودي بوذا المبتسم (Smiling Buddha) لقنبلة نووية حرارية وفقًا لـ مركز الأبحاث الذرية في بهابها (Bhabha Atomic Research Centre). ووفقًا للتقارير، قامت الهند في 11 مايو 1998 بتفجير قنبلة نووية حرارية تفجيرًا صاعقًا في اختبارات أوبريشن شاكتي (Operation Shakti) (على وجه التحديد، "شاكتي-1" (Shakti-1)). وأكد الدكتور سمر مبارك مند (Samar Mubarakmand) أن شاكتي-1 (Shakti-1) كانت تجربة ناجحة، ولكن إذا كانت قنبلة نووية حرارية كما هو مزعوم، فقد أخفقت في إنتاج نتائج محددة كانت متوقعة من قنبلة نووية حرارية.
ذكر مدير تجهيزات موقع اختبار 1998، الدكتور كيه سانثانام (K. Santhanam) أن نتاج الانفجار النووي الحراري جاء أقل من المتوقع، على الرغم من أن تصريحه كان محل جدل بين العلماء الهنود الآخرين المشاركين في الاختبار. كما أن مصادر هندية، مستخدمةً البيانات المحلية ومستشهدة بتقرير صادر عن الماسح الجيولوجي الأمريكي (US Geologic Survey) يجمع البيانات الزلزالية من 125 محطة لنظام المعلومات المتكامل عن الموارد (IRIS) من جميع أنحاء العالم، تزعم أن الأحجام تقترح نتاجًا مجمعًا يصل إلى 60 كيلو طن، بما يتسق مع إجمالي النتاج المعلن من الجانب الهندي والذي يبلغ 56 كيلو طن إلا أن العديد من الخبراء المستقلين ذكروا أن نتاج الاختبار النووي كان أقل وظلت تساورهم الشكوك بشأن المزاعم، في حين صرح آخرون أن حتى النتاج المزعوم البالغ 50 كيلو طن يعد قليلاً بالنسبة لما تأكد من استخدام تصميم لقنبلة نووية حرارية.

#### باكستان
وفقًا لـالبيانات العلمية التي تلقتها ونشرتها لجنة الطاقة الذرية الباكستانية (PAEC) وفيلق المهندسين ومعامل أبحاث كاهوتا (KRL)، نفذت باكستان في مايو 1998 6 اختبارات نووية تحت الأرض في مرتفعات شاغاي وصحراء خاران في إقليم بلوشستان (انظر الأسماء الكودية للاختبارات، شاغاي-1 (Chagai-I) وشاغاي-2 (Chagai-II)). ووفقًا لكلٍ من معامل أبحاث كاهوتا ولجنة الطاقة الذرية الباكستانية، لم يكن أي من هذه الأسلحة النووية الانشطارية من تصميمات الأسلحة النووية الحرارية.

#### كوريا الشمالية
كان الاختباران النوويان اللذان أجرتهما كوريا الشمالية (في عامي 2006 و2009) ذويا نتاج قليل نسبيًا ويبدو أنه لم يتم استخدام تصميمات الأسلحة النووية الحرارية فيهما.

## المعلومات المتاحة للعامة
لقد كان تصميم القنبلة الهيدروجينية تيلر-أولام يعتبر من أهم الأسرار النووية على مدار عدة سنوات، وحتى في الوقت الحالي، لا يتم تناوله بالمناقشة التفصيلية في أية منشورات رسمية مع الاحتفاظ بأصوله "خلف أسوار" المعلومات السرية. فقد كانت سياسية وزارة الطاقة الأمريكية (DOE)، ولا تزال، هي عدم الاعتراف عند حدوث "تسريب" لأن القيام بذلك يعد إقرارًا بدقة المعلومات المسربة المفترضة. 

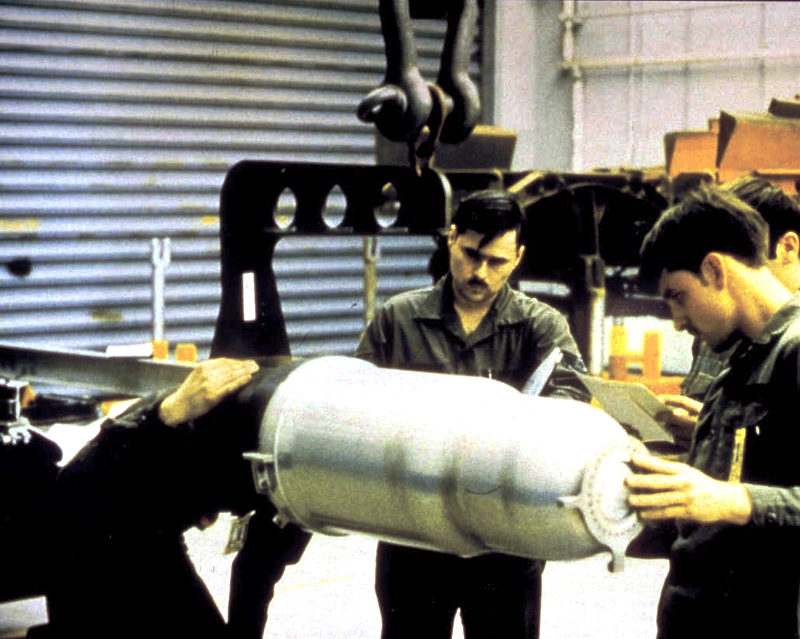
الصور الفوتوغرافية لحاويات الرؤوس الحربية، مثل هذه الصورة للرأس الحربي النووي دبليو80، تتيح الفرصة لتقديم بعض التخمينات المتعلقة بالأشكال والأحجام النسبية للمراحل الأولية والثانوية في الأسلحة النووية الحرارية الأمريكية.

وبعيدًا عن صور حاويات الرؤوس الحربية، تتم إحالة معظم المعلومات المتاحة للعامة حول هذا التصميم إلى بضع بيانات موجزة تصدرها وزارة الطاقة الأمريكية، فضلاً عن عمل بعض الباحثين الأفراد.

### بيانات وزارة الطاقة الأمريكية
في عام 1972، أزاحت حكومة الولايات المتحدة صفة السرية عن بيان ينص على "حقيقة أنه في الأسلحة النووية الحرارية (TN)، يتم استخدام مرحلة "أولية" انشطارية لتحفيز وبدء تفاعل نووي حراري في الوقود النووي الحراري الذي يُشار إليه باسم "المرحلة الثانوية""، وفي عام 1979 أضافت "حقيقة أنه في الأسلحة النووية الحرارية، يمكن احتواء الإشعاع المنبعث من انفجار انشطاري واستخدامه في نقل الطاقة لضغط وإشعال مكون منفصل ماديًا يحتوي على الوقود النووي الحراري." وبالنسبة لهذه الجملة الأخيرة، حددت الحكومة أن "أي استفاضة في شرح هذا البيان ستكون سرية." وأزيحت صفة السرية عن البيان الوحيد الذي قد يكون متعلقًا بـ شمعة الاحتراق في عام 1991: "حقيقة أن المواد الانشطارية و/أو القابلة للانشطار موجودة في بعض المراحل الثانوية، ولكن المواد غير محددة والمكان غير محدد والاستخدام غير محدد والأسلحة غير معينة." وفي عام 1998، أزاحت وزارة الطاقة الأمريكية صفة السرية عن بيان ينص على "حقيقة أن المواد قد تكون موجودة في قنوات ومصطلح "حشوة القناة" ليس له شرح تفصيلي"، وقد يشير إلى الرغوة متعددة الستيرين (أو مادة مشابهة).
إن حقيقة ما إذا كانت هذه البيانات تثبت بعض النماذج المقدمة أعلاه أو كلها هي أمر يرجع للتفسير، ولقد كانت البيانات الرسمية الصادرة عن الحكومة الأمريكية حول التفاصيل الفنية للأسلحة النووية تتسم عمدًا بالمواربة والغموض في الماضي (انظر على سبيل المثال تقرير سميث (Smyth Report)). ولقد أزيحت صفة السرية عن معلومات أخرى مثل أنواع الوقود التي استُخدمت في بعض الأسلحة والقنابل الأولى، ولكن بالطبع لم يتم الكشف عن المعلومات الفنية الدقيقة.

### قضية مجلة ذا بروغريسف
إن معظم الأفكار الحالية حول كيفية عمل تصميم القنبلة الهيدروجينية تيلر-أولام دخلت في نطاق الوعي العام بعد أن حاولت وزارة الطاقة (DOE) فرض الرقابة على مقال بإحدى المجلات كتبه الناشط الأمريكي المناهض لاستخدام الأسلحة هاورد مورلاند في عام 1979 حول "سر القنبلة الهيدروجينية". وفي عام 1978، قرر مورلاند أن اكتشاف هذا "السر المتبقي الأخير" وكشفه سيؤدي إلى تركيز الاهتمام على سباق التسلح ويمنح المواطنين الشعور بأنهم ممكنين من التشكيك في البيانات الرسمية حول أهمية الأسلحة النووية وسريتها. معظم أفكار مورلاند حول كيفية عمل الأسلحة تم جمعها من مصادر مقربة شديدة الاطلاع - فلم ترد الرسومات التي استلهم منها معظم منهجه في العمل في أي مكان آخر سوى الموسوعة الأمريكية. كما أجرى مورلاند مقابلات (غير رسمية في أغلب الأحيان) مع العديد من العلماء السابقين العاملين في مختبر لوس ألاموس (بما في ذلك تيلر وأولام، على الرغم من عدم تقديم إي منهما لأية معلومات مفيدة له)، واستخدم مجموعة متنوعة من إستراتيجيات التفاعل بين الأشخاص لحثهم على تقديم إجابات إخبارية تشتمل على معلومات (بمعنى أنه يطرح أسئلة من قبيل "هل لا يزالون يستخدمون شموع الاحتراق؟"، حتى وإن كان لا يعرف ما يشير إليه المصطلح الأخير على وجه التحديد).
استنتج مورلاند في نهاية المطاف أن "السر" هو أنه يتم الإبقاء على المرحلة الأولية والمرحلة الثانوية بمعزل عن بعضهما البعض وأن ضغط الإشعاع الصادر عن المرحلة الأولية يضغط المرحلة الثانوية قبل إشعالها. وعندما تم إرسال مسودة أولى من المقال الذي كان سينشر في مجلة ذا بروغريسف إلى وزارة الطاقة بعد وقوعها في يدي أستاذ جامعي كان معارضًا لهدف مورلاند، طلبت وزارة الطاقة عدم نشر المقال، وسارعت في استصدار أمر قضائي مؤقت. وزعمت وزارة الطاقة أن معلومات مورلاند (1) مستمدة على الأرجح من مصادر سرية، و(2) إذا لم تكن مستمدة من مصادر سرية، فهي نفسها تعد معلومات "سرية" بموجب المادة المتعلقة بـ"سياسة سرية المعلومات" من قانون الطاقة الذرية لعام 1954، و(3) تعد معلومات خطيرة وستشجع على الانتشار النووي.
رفض مورلاند ومحاموه جميع النقاط التي وردت، إلا أنه تم إصدار الأمر القضائي حيث استشعر القاضي المكلف بالقضية أنه من الأمن إصدار الأمر القضائي والسماح لمورلاند والآخرين باستئناف الدعوة، وهو ما فعلوه في قضية الولايات المتحدة الأمريكية ضد مجلة ذا بروغريسف عام (1979).
وخلال مجموعة من الظروف الأكثر تعقيدًا، بدأت القضية التي رفعتها وزارة الطاقة في الانحسار حيث أصبح من الواضح أن بعض البيانات التي كانوا يحاولون ادعاء أنها "سرية" كانت قد نُشرت في موسوعة للطلاب قبل ذلك ببضع سنوات. وبعد أن نجح متابع آخر مهتم بمسألة القنبلة الهيدروجينية وهو تشاك هانسين في نشر أفكاره حول "السر" (والتي كانت مختلفة تمامًا عن أفكار مورلاند) في جريدة تصدر في ولاية ويسكونسن، صرحت وزارة الطاقة أن قضية مجلة ذا بروغريسف كانت موضع نقاش وأسقطت دعواها وسمحت للمجلة بنشر المقال الذي نُشر في نوفمبر 1979. إلا أن مورلاند كان قد غير رأيه في ذلك الوقت بشأن كيفية عمل القنبلة، واقترح أنه تم استخدام وسيط رغوي (البوليستيرين) بدلاً من ضغط الإشعاع في ضغط المرحلة الثانوية، وأن هناك شمعة احتراق مكونة من مادة قابلة للانشطار في المرحلة الثانوية. ونشر هذه التغييرات كتصحيح مطبعي قصير في مجلة ذا بروغريسف بعدها بشهر مستندًا بصورة جزئية على وقائع جلسة محاكمة الاستئناف. وفي عام 1981، نشر مورلاند كتابًا عن تجربته يصفه فيه بالتفصيل تسلسل الأفكار الذي أدى به إلى الاستنتاجات التي توصل إليها حول "السر".
يُفسر عمل مورلاند على أنه على جانب من الصواب ولو جزئيًا لأن وزارة الطاقة سعت لفرض الرقابة عليه، وهذه واحدة من المرات القليلة التي خالفت فيها الوزارة نهجها المعتاد في عدم الاعتراف بالمواد "السرية" التي تم نشرها، ولكن إلى أي مدى يفتقر هذا العمل إلى المعلومات أو إلي أي مدى يشتمل على معلومات غير صحيحة، هذا أمر غير معروف بشكل مؤكد. فالصعوبة التي يواجهها عدد من البلدان في تطوير تصميم القنبلة الهيدروجينية تيلر-أولام (حتى عندما يكون من الواضح أنها فهمت التصميم كما هو الحال مع المملكة المتحدة)، تدل على أنه من غير المرجح أن تكون هذه المعلومة البسيطة وحدها هي التي توفر القدرة على تصنيع أسلحة نووية حرارية. ورغم ذلك، فإن الأفكار التي طرحها مورلاند في عام 1979 كانت بمثابة الأساس الذي استندت إليه جميع التخمينات والتأملات الحالية حول تصميم القنبلة الهيدروجينية تيلر-أولام.

## أشكال التصميم

في الرأس الحربي دبليو88، تم تبديل مواضع المرحلة الأولية (بالأعلى) والمرحلة الثانوية (بالأسفل) للسماح لـالمرحلة الثانوية بأن تكون أكبر حجمًا منها في الرأس الحربي دبليو87 المشابه.

في الرأس الحربي دبليو87، تم وضع المرحلة الثانوية الأثقل وزنًا (بالأعلى) أمام المرحلة الأولية الأخف وزنًا (بالأسفل) لتعزيز الثبات الحركي الهوائي أثناء الارتداد.

هناك عدد قليل من أشكال تصميم القنبلة الهيدروجينية تيلر-أولام اقترحته مصادر تزعم أن لديها معلومات من داخل أسوار المعلومات السرية. وسواء كانت هذه مجرد أشكال مختلفة من تصميم القنبلة الهيدروجينية تيلر-أولام أو تصميمات يجب فهمها على أنها تناقض الأوصاف الواردة أعلاه، فهذا الأمر متروك للتفسيرات المختلفة.

### وصف ريتشارد رودز لقنبلة "أيفي مايك" في كتابهالشمس المعتمة
تناول الكاتب ريتشارد رودز في كتابه الشمس المعتمة: صنع القنبلة الهيدروجينية (Dark Sun: The Making of the Hydrogen Bomb) الصادر عام 1995 بالوصف المفصل المكونات الداخلية للقنبلة "أيفي مايك" أو النقانق بناءً على معلومات تم الحصول عليها من خلال إجراء مقابلات مكثفة مع العلماء والمهندسين الذين قاموا بتجميعها وتركيبها. ووفقًا لرودز، على الرغم من وجود البولي إيثيلين في القنبلة "مايك"، إلا أنه لم يستخدم كمصدر للبلازما - فالإشعاع الصادر من المرحلة الأولية في حد ذاته كان كافيًا لضغط المرحلة الثانوية. ومن غير المعروف ما إذا كان ذلك ينطبق على القنبلة "مايك" فقط أو على تصميم القنبلة الهيدروجينية تيلر-أولام بوجه عام، كما أنه من المحتمل أن يلقي ببعض الشكوك على دور الرغوة وعلى الآلية الدقيقة لـ "نقل" الإشعاع.

### الكشف عن الرأس الحربي دبليو88
في عام 1999، قدم مراسل جريدة سان جوز ميركيري نيووز (San Jose Mercury News) تقريرًا ذكر فيه أن الرأس الحربي النووي دبليو88، وهو رأس حربي صغير على صاروخ ذي حامل راجع متعدد الرؤوس مستقل الاستهداف (MIRV) تم استخدامه في الصاروخ الباليستي المطلق من الغواصات (SLBM) تراي دينت 2 (Trident II)، يشتمل على مرحلة أولية متطاولة (بيضاوية أو كروية الشكل) (وتحمل الاسم الكودي كومودو (Komodo)) ومرحلة ثانوية كروية الشكل (وتحمل الاسم الكودي كيرسا (Cursa)) داخل حاوية إشعاع تتخذ شكلاً خاصًا (تُعرف باسم "حبة الفول السوداني" (peanut) نسبة إلى شكلها). وبعد ذلك بأربعة أشهر، ذكر خبر في صحيفة نيو يورك تايمز (The New York Times) نشره وليام بروود (William Broad) أنه في عام 1995، قام شخص يُفترض أنه عميل مزدوج من جمهورية الصين الشعبية بتوصيل معلومات تشير إلى أن الصين عرفت هذه التفاصيل حول الرأس الحربي دبليو88، ومن المفترض أن يكون ذلك تم عن طريق التجسس. (أسفر هذا الخط من التحقيقات عن محاكمة جهيضة لـ وين هو لي (Wen Ho Lee)). وإذا صدقت هذه القصص، فإنها ستفسر ما حققه الرأس الحربي دبليو88 من نتاج أعلي بلغ 475 كيلو طن مقارنة بنتاج الرأس الحربي السابق عليه دبليو87 والذي بلغ 300 كيلو طن.
المخاريط الأمامية المستخدمة في الدخول لها نفس الحجم في كلا الرأسين الحربيين؛ حيث يبلغ طولها 1.75 متر (69 بوصة) ويبلغ قطرها 55 سم (22 بوصة) كحد أقصى. ويفيد ارتفاع نتاج الرأس الحربي دبليو 88 أن المرحلة الثانوية به أكبر لأنها هي التي تنتج الجزء الأكبر من النتاج. ويتيح وضع المرحلة الثانوية، الأثقل وزنًا من المرحلة الأولية، في الجزء الأوسع من المخروط الفرصة لأن تصبح أكبر حجمًا، ولكنه يحرك الجزء الخلفي من مركز الثقل، مما قد يتسبب في حدوث مشكلات في الثبات الحركي الهوائي أثناء الارتداد. ومن ثم يجب إضافة ثقل موازنة ساكن إلى المخروط الأمامي لتحريك مركز الثقل إلى الأمام.
ولتصغير حجم المرحلة الأولية بالقدر الكافي لتلائم الجزء الضيق من المخروط، يجب استبدال حمولتها الضخمة من المواد غير الحساسة شديدة الانفجار بـمواد شديدة الانفجار "حساسة" وأصغر حجمًا، والتي تكون أكثر خطورة في التعامل معها. وبذلك فإن النتاج الأعلى الذي يحققه الرأس الحربي دبليو88، وهو آخر رأس حربي جديد تنتجه الولايات المتحدة، له ثمن، وهو أن وزن الرأس الحربي أكبر والمخاطر الموجودة بمكان العمل أكبر.

### قائمة المصادر
المبادئ الأساسية
- "Engineering and Design of Nuclear Weapons" from Carey Sublette's Nuclear Weapons FAQ.
- Chuck Hansen, U.S. nuclear weapons: The secret history (Arlington, TX: Aerofax, 1988). ISBN 0-517-56740-7-
- Chuck Hansen, The Swords of Armageddon: U.S. nuclear weapons development since 1945 (Sunnyvale, CA: Chukelea Publications, 1995).
- Dalton E. G. Barroso, The physics of nuclear explosives, in Portuguese. (São Paulo, Brazil: Editora Livraria da Física, 2009). ISBN 978-85-7861-016-6

؛ تاريخ
- DeGroot, Gerard, "The Bomb: A History of Hell on Earth", London: Pimlico, 2005. ISBN 0-7126-7748-8
- Peter Galison and Barton Bernstein, "In any light: Scientists and the decision to build the Superbomb, 1942–1954" Historical Studies in the Physical and Biological Sciences Vol. 19, No. 2 (1989): 267–347.
- German A. Goncharov, "American and Soviet H-bomb development programmes: historical background" (trans. A.V. Malyavkin), Physics—Uspekhi Vol. 39, No. 10 (1996): 1033–1044. Available online (PDF)
- David Holloway, Stalin and the bomb: The Soviet Union and atomic energy, 1939–1956 (New Haven, CT: Yale University Press, 1994). ISBN 0-300-06056-4
- ريتشارد رودس, Dark sun: The making of the hydrogen bomb (New York: Simon and Schuster, 1995). ISBN 0-684-80400-X
- S.S. Schweber, In the shadow of the bomb: Bethe, Oppenheimer, and the moral responsibility of the scientist (Princeton, N.J.: Princeton University Press, 2000). ISBN 0-691-04989-0
- Gary Stix, "Infamy and honor at the Atomic Café: Edward Teller has no regrets about his contentious career", ساينتفك أمريكان (October 1999): 42–43.

Analyzing fallout
- Lars-Erik De Geer, "The radioactive signature of the hydrogen bomb" Science and Global Security Vol. 2 (1991): 351–363. Available online (PDF)
- يولي خاريتون and Yuri Smirnov, The Khariton version مجلة علماء الذرة Vol. 49, No. 4 (May 1993): 20–31.

## وصلات خارجية
مبادئ
- "Hydrogen bomb / Fusion weapons" at GlobalSecurity.org (see also links on right)
- "Basic Principles of Staged Radiation Implosion (Teller–Ulam)" from Carey Sublette's NuclearWeaponArchive.org.
- "Matter, Energy, and Radiation Hydrodynamics" from Carey Sublette's Nuclear Weapons FAQ.
- "Engineering and Design of Nuclear Weapons" from Carey Sublette's Nuclear Weapons FAQ.
- "Elements of Thermonuclear Weapon Design" from Carey Sublette's Nuclear Weapons FAQ.
- Annotated bibliography for nuclear weapons design from the Alsos Digital Library for Nuclear Issues

تاريخ
- PBS: Race for the Superbomb: Interviews and Transcripts (with U.S. and USSR bomb designers as well as historians).
- Howard Morland on how he discovered the "H-bomb secret" (includes many slides).
- The Progressive November 1979 issue – "The H-Bomb Secret: How we got it, why we're telling" (entire issue online).
- Annotated bibliography on the hydrogen bomb from the Alsos Digital Library
- University of Southampton, Mountbatten Centre for International Studies, Nuclear History Working Paper No5.
- Peter Kuran's "Trinity and Beyond" – documentary film on the history of nuclear weapon testing.